# Dieter Mollenhauer
Dieter Mollenhauer (* 29. Dezember 1937 in Berlin; † 3. Mai 2013) war ein deutscher Botaniker und Phykologe.

## Wirken
Mollenhauer hat sich auf dem Gebiet der Phykologie (Algenforschung) große Verdienste erworben. Im Rahmen seiner taxonomisch-ökologischen Forschungen beschäftigte er sich vor allem mit Cyanobakterien und Desmidiaceen, aber auch Algen mit besonderer Lebensweise (z. B. Gymnodinium aeruginosum) sind darunter. Die Arbeiten zusammen mit seiner Frau Resi Mollenhauer zur Endosymbiose von Geosiphon pyriforme gelten als bahnbrechend. Sie erfolgten in einem DFG-Sonderforschungsbereich, den sie gemeinsam mit Manfred Kluge (TU Darmstadt) durchführten. Weiterhin war er an der Formulierung der Frankfurter Evolutionstheorie beteiligt.
Für die Senckenberg Gesellschaft für Naturforschung gründete er 1969 die damalige „Außenstelle Lochmühle“, die er mehr als 30 Jahre lang leitete; er lehrte auch an der Universität Frankfurt.
Im Laufe seines Forscherlebens hat Dieter Mollenhauer weit über 200 Veröffentlichungen vorgelegt.

## Auszeichnungen
- Hans-Adolf von Stosch Medaille (2010)

## Schriften
- Beiträge zu einer Revision der Gattung Nostoc. Unter besonderer Berücksichtigung der Art Nostoc pruniforme. Hochschulschrift. Kiel, Math.-naturwiss. Fakultät, Dissertation vom 16. Juli 1966. Kiel 1966.
- The protistologist Ernst Georg Pringsheim and his four lives. In: Protist 154 (2003), S. 157–171.
- Historical aspects of culturing microalgae in Central Europe and the impact of Ernst Georg Pringsheim, a pioneer in algae culture collections. In: Nova Hedwigia ISSN 0029-5035, Vol. 79, Nr. 1, 2004, S. 1–26 (Kurzfassung).